# Зимний чемпионат России по плаванию 2005
Зимний чемпионат России по плаванию 2005 года прошёл с 21 по 25 марта в Самаре в бассейне ЦСК ВВС (50 м).

## Призёры

### Мужчины

#### 50 м, вольный стиль
Леонид Хохлов (Санкт-Петербург-1) — 22,71

 Андрей Капралов (Санкт-Петербург-1) — 22,73

 Евгений Лагунов (Санкт-Петербург-1 — Архангельская область) — 23,10

#### 100 м, вольный стиль
Андрей Капралов (Санкт-Петербург-1) — 49,59

 Андрей Гречин (Санкт-Петербург-1 — Алтайский край) — 50,76

 Иван Усов (Красноярский край — Омская область) — 50,85

#### 200 м, вольный стиль
Степан Ганзей (ХМАО — Югра) — 1.50,88

 Максим Кузнецов (Калужская область) — 1.51,44

 Юрий Прилуков (Свердловская область — Камчатская область) — 1.51,81

#### 400 м, вольный стиль
Юрий Прилуков (Свердловская область — Камчатская область) — 3.53,08

 Валентин Уманец (Волгоградская область) — 3.57,70

 Алексей Ковригин (Красноярский край) — 3.57,78

#### 800 м, вольный стиль
Алексей Филипец (Ростовская область) — 8.05,98

 Даниил Серебренников (Волгоградская область) — 8.08,44

 Валентин Уманец (Волгоградская область) — 8.10,89

#### 1500 м, вольный стиль
Евгений Дратцев (Ярославская область) — 15.38,87

 Валентин Уманец (Волгоградская область) — 15.40,70

 Виталий Романович (Волгоградская область) — 15.44,12

#### 50 м на спине
Сергей Маков (Алтайский край) — 26,02

 Сергей Остапчук (Приморский край) — 26,81

 Станислав Донец (Ульяновская область) — 26,94

#### 100 м на спине
Сергей Маков (Алтайский край) — 56,53

 Дмитрий Смирнов (Санкт-Петербург-1) — 56,81

 Сергей Остапчук (Приморский край) — 56,88

#### 200 м на спине
Сергей Остапчук (Приморский край) — 2.02,78

 Павел Комаров (Приморский край) — 2.03,98

 Александр Тарабрин (Волгоградская область) — 2.04,10

#### 50 м, брасс
Григорий Фалько (Санкт-Петербург-1) — 28,21

 Дмитрий Коморников (Москва-1) — 28,85

 Денис Гришин (ХМАО — Югра — Санкт-Петербург-1) — 28,96

#### 100 м, брасс
Григорий Фалько (Санкт-Петербург-1) — 1.01,39

 Роман Ивановский (Самарская область 1.02,71

 Дмитрий Коморников (Москва-1) — 1.02,73

#### 200 м, брасс
Григорий Фалько (Санкт-Петербург-1) — 2.12,66

 Андрей Иванов (Санкт-Петербург-1) — 2.14,63

 Сергей Герасимов Омская область — Новосибирская область) — 2.15,75

#### 50 м, баттерфляй
Николай Скворцов (Калужская область) — 24,04

 Евгений Коротышкин (Москва-1) — 24.11

 Павел Королев (Санкт-Петербург-1) — 24.58

#### 100 м, баттерфляй
Николай Скворцов (Калужская область) — 53,26

 Евгений Коротышкин (Москва-1) — 53,68

 Анатолий Поляков (Ростовская область — Коми) — 54,58

#### 200 м, баттерфляй
Николай Скворцов (Калужская область) — 1.57,78

 Анатолий Поляков (Ростовская область — Коми) — 1.59,23

 Игорь Березуцкий (Волгоградская область) — 2.00,83

#### 200 м, комплексное плавание
Игорь Березуцкий (Волгоградская область) — 2.03,28

 Павел Степанов (Санкт-Петербург-2) — 2.05,98

 Сергей Филиппов (Волгоградская область — Самарская область) — 2.06,49

#### 400 м, комплексное плавание
Игорь Березуцкий (Волгоградская область) — 4.19,86

 Андрей Крылов (Москва-1) — 4.26,64

 Артём Валин Нижегородская область) — 4.27,54

#### Эстафета 4 × 100 м, вольный стиль
Санкт-Петербург-1 (Алексей Манжула, Андрей Гречин, Леонид Хохлов, Андрей Капралов) — 3.23,93

 Омская область (Игорь Ивакин, Владислав Аминов, Алексей Захаров, Иван Усов) — 3.24,69

 Москва-1 (Дмитрий Семёнов, Евгений Коротышкин, Алексей Лапин, Антон Степанов) — 3.25,91

#### Эстафета 4 × 200 м, вольный стиль
Сибирский ФО (Константин Колясников, Денис Родкин, Алексей Ковригин, Евгений Нацвин)- 7.26,88

 Волгоградская область (Виталий Романович, Сергей Перунин, Максим Скрытников, Игорь Березуцкий)- 7.27,03

 Москва-1 (Дмитрий Семёнов, Андрей Крылов, Алексей Лапин, Антон Степанов) — 7.29,71

#### Комбинированная эстафета 4 × 100 м
Санкт-Петербург-1 (Дмитрий Смирнов, Григорий Фалько, Игорь Марченко, Андрей Гречин) — 3.42,10

 Сибирский ФО (Сергей Маков, Сергей Герасимов, Евгений Нацвин, Иван Усов) — 3.45,11

 Приволжский ФО (Станислав Донец, Роман Ивановский, Александр Падалец, Сергей Мухин) — 3.45,23

### Женщины

#### 50 м, вольный стиль
Светлана Федулова (Санкт-Петербург-1 — Коми) — 25,55

 Марина Кулешова (Москва-2) — 26,36

 Вера Пентер (Санкт-Петербург-1) — 26,43

#### 100 м, вольный стиль
Наталья Ловцова (Волгоградская область — Самарская область) — 56,99

 Светлана Карпеева (ХМАО — Югра) — 57,09

 Дарья Белякина (Рязанская область) — 57,17

#### 200 м, вольный стиль
Дарья Белякина (Рязанская область) — 2.01,66

 Лариса Ильченко (Волгоградская область) — 2.02,18

 Дарья Паршина (Волгоградская область — Пензенская область) — 2.02,56

#### 400 м, вольный стиль
Лариса Ильченко (Волгоградская область) — 4.14,73

 Дарья Паршина (Волгоградская область — Пензенская область) — 4.16,83

 Анастасия Иваненко Коми) — 4.18,37

#### 800 м, вольный стиль
Мария Булахова (Волгоградская область) — 8.46,15

 Анастасия Иваненко Коми) — 8.46,45

 Ксения Попова (Липецкая область) — 8.56,61

#### 1500 м, вольный стиль
Мария Булахова (Волгоградская область) — 16.34,10

 Анастасия Иваненко Коми 16.34,68

 Ксения Попова (Липецкая область) — 17.09,02

#### 50 м на спине
Ксения Москвина (Волгоградская область — Башкортостан) — 29,97

 Татьяна Луценко (Самарская область 30,15

 Ксения Самарская (Москва-1) — 30,18

#### 100 м на спине
Станислава Комарова (Москва-1) — 1.02,21

 Мария Никитина (Москва-1) — 1.03,08

 Олеся Быстрова (Волгоградская область) — 1.03,46

#### 200 м на спине
Олеся Быстрова (Волгоградская область) — 2.15.70

 Мария Никитина (Москва-1) — 2.16,13

 Ирина Раевская (Пензенская область) — 2.16,90

#### 50 м, брасс
Елена Богомазова (Санкт-Петербург-1) — 32,10

 Агата Волощук Омская область-1) — 32,79

 Екатерина Уйменова (Пензенская область) — 33,09

#### 100 м, брасс
Елена Богомазова (Санкт-Петербург-1) — 1.09,71

 Светлана Истатова (Москва-1) — 1.11,24

 Олеся Малых Омская область — Хабаровский край) — 1.11,49

#### 200 м, брасс
Елена Богомазова (Санкт-Петербург-1) — 2.29,08

 Ксения Верещагина (Волгоградская область — Кировская область) — 2.29,78

 Елена Карпеева Омская область-1) — 2.31,38

#### 50 м, баттерфляй
Василиса Владыкина Омская область-1) — 27,37

 Наталья Сутягина (Пензенская область) — 27,65

 Ирина Беспалова (Санкт-Петербург-1 — Архангельская область) — 27,80

#### 100 м, баттерфляй
Наталья Сутягина (Пензенская область) — 59,81

 Ирина Беспалова (Санкт-Петербург-1 — Архангельская область) — 59,93

 Василиса Владыкина Омская область-1) — 1.01,35

#### 200 м, баттерфляй
Мария Булахова (Волгоградская область) — 2.12,48

 Екатерина Никонорова (Москва-1) — 2.15,84

 Татьяна Минаева (Москва-1) — 2.17,48

#### 200 м, комплексное плавание
Дарья Белякина (Рязанская область) — 2.17,26

 Яна Мартынова (Татарстан) — 2.18.10

 Виктория Малютина (Пензенская область) — 2.19,31

#### 400 м, комплексное плавание
Мария Родыгина (Волгоградская область — Кировская область) — 4.49,65

 Анастасия Иваненко (Коми) — 4.50,98

 Яна Мартынова (Татарстан) — 4.51,66

#### Эстафета 4 × 100 м, вольный стиль
Волгоградская область (Лариса Ильченко, Дарья Паршина, Екатерина Береснева, Наталья Ловцова) — 3.50,90

 Приволжский ФО (Кира Володина, Наталья Савкина, Екатерина Насырова, Алёна Ключникова) — 3.51,53

 ХМАО — Югра (Светлана Карпеева, Алина Холтобина, Ирина Жибурт, Нина Сарафанова) — 3.54,29

#### Эстафета 4 × 200 м, вольный стиль
Волгоградская область (Лариса Ильченко, Екатерина Береснева, Ольга Павлова, Дарья Паршина) — 8.17,56

 Приволжский ФО (Ольга Ключникова, Кира Володина, Наталья Савкина, Яна Мартынова) — 8.26,59

 ХМАО — Югра (Света Карпеева, Нина Сарафанова, Олеся Кот, Ирина Жибурт)- 8.28,73

#### Комбинированная эстафета 4 × 100 м
Санкт-Петербург-1 (Вера Пентер, Елена Богомазова, Ирина Беспалова, Светлана Федулова) — 4.13,76

 Волгоградская область (Олеся Быстрова, Ксения Верещагина, Мария Булахова, Наталья Ловцова) — 4.15,08

 Приволжский ФО (Ксения Москвина, Екатерина Уйменова, Яна Мартынова, Кира Володина ) — 4.17,08